# Lorena Simpson
Lorena Braga Gomes Simpson (Manaus, 30 de março de 1987), é uma cantora, dançarina, compositora e coreógrafa brasileira nascida em Manaus, Amazonas. Dona de grandes hits como “Brand New Day” e “Can’t Stop Loving You” marcou uma geração com suas músicas, lotando casas de shows em todo o Brasil e grandes eventos na América Latina, Europa e Estados Unidos. 
Lorena Simpson foi precursora em shows de qualidade dentro de boates LGBTQI+ do Brasil, mudando a cena da industria musical e virando inspiração e referência para outros artistas brasileiros que hoje seguem seu modelo de show e performance.  
Ao completar 10 anos de carreira na cena eletrônica, diversas premiações e centenas de shows pelo mundo, Lorena iniciou em 2018, o desenvolvimento de um novo som chamado "Pop Amazônico",  que é uma mistura de música pop e influências de sonoridade e ritmo da cultura indígena do Norte do país.   
Em 2020, a artista lançou a música “Chama que Vem”, escrita por Vitão, dando início a uma nova fase em sua carreira e tendo excelente receptividade de público. O videoclipe foi gravado no Amazonas, onde a artista nasceu e cresceu. O cenário da floresta amazônica e a musica, criaram uma combinação perfeita do “ Pop Amazônico” que a artista vem desenvolvendo.
Após o lançamento de "Chama Que Vem" o termo "Pop Amazônico" passou a ser usado por outras artistas de origem nortista inspiradas por Lorena, assim criando um novo movimento e vertente musical para artistas do Norte dentro do mercado de música pop no Brasil. 
Ao longo da carreira Lorena colaborou com inúmeros produtores musicais e DJ’s resultando em mais de 20 “feats” musicais. Além de contabilizar mais de 35 milhões de streams e views nas plataformas digitais como Deezer, Spotify e  YouTube.

## Biografia
Lorena Simpson nasceu na cidade de Manaus, capital do Amazonas. É descendente de portugueses por parte de mãe e irlandeses por parte de pai.  Desde jovem sempre sonhou em ser artista, mesmo tendo dificuldades impostas pela localização demográfica, nunca desistiu dos seus sonhos e continuou lutando pelos seus objetivos. Aos 17 anos de idade, Lorena deixou sua cidade natal ao rumo das grandes metropoles em busca de aperfeiçoamento na arte da dança,e  após anos trabalhando profissionalmente como dançarina em programas de televisão, comerciais entre outros projetos, iniciou sua carreira solo como cantora. 

## Carreira
Em 2006, morando no Rio de Janeiro, passou nos testes para fazer parte do ballet da  cantora Kelly Key, com a qual se apresentou em diversos programas de televisão, duas turnês e no DVD "Toda Linda". Ainda em 2006, se tornou coreógrafa oficial da cantora, devido ao bom desempenho na dança. 
Durante entrevista à rádio Omega Hitz, anos depois, Lorena afirmou que o período foi fundamental, para a formação de suas características artísticas: 
"Minha experiência de trabalhar com a Kelly acrescentou muito na minha vida profissional, aprendi bastante com os quase 3 anos fazendo parte da equipe, tudo foi um grande aprendizado e sou muito grata por ter trabalho com ela."
Na metade de 2008, Lorena deixou o ballet de Kelly Key, para focar na carreira como cantora e assinou com o selo Maxpop Music, por onde lançou o primeiro single intitulado "Feel Da Funk". No mesmo ano, em parceria com o DJ e produtor Filipe Guerra, lançou as canções "Can't Stop Loving You" e "Brand New Day", hits responsáveis por estabelecer a artista, no cenário da música eletrônica brasileira e tornando o nome de Lorena Simpson, uma marca de peso na música nacional. 
Com músicas tocando em diversos países, a artista deu seus primeiros passos internacionais e foi nomeada Embaixadora da Diversidade Sexual no México, ficando entre as cinco artistas mais tocadas do país.
Suas turnês passaram por todo Brasil e mais outros 7 países, incluindo Panama, Chile, Estados Unidos e Europa. 
Em 2013, ela lançou o seu primeiro EP "Lorena Simpson" composto por quatro faixas.  A canção "This Moment" foi o primeiro single do projeto, que conta a produção do israelense Yinon Yahel, conhecido por trabalhar com grandes artistas, como Offrer Nissim, Jennifer Lopez e Madonna. 
Devido o sucesso de seus shows, a artista passou a receber convites de colaboração de outros artistas em acensão na época, como Anitta e Ludmilla. 
No ano de 2014, ela recriou a apresentação de Britney Spears no MTV Video Music Awards de 2003, da canção "I'm a Slave 4 U", juntamente com a cantora Anitta, durante o evento Chá da Alice no Rio de Janeiro, causando um alvoroço na mídia e no publico. 
Ao completar 10 anos de carreira na cena eletrônica, diversas premiações e mais de 600 shows pelo mundo, Lorena resolveu incluir músicas em português em seu repertório, com lançamentos ecléticos e mostrando muita versatilidade musical. Seu primeiro single em português, foi a música "Eu Quero Mais", em 2018.
Apos diversos lançamentos ao decorrer de sua trajetória, em 2020, a artista lançou a música "Chama que Vem", escrita por Vitão, dando início à uma nova fase, de volta às origens. O videoclipe foi gravado em sua terra natal, no Amazonas. O cenário da floresta amazônica e a música que tem influencias de sonoridade e ritmo da cultura indígena do Norte do país, criaram uma combinação perfeita do "Pop Amazônico", que a artista vem desenvolvendo.
Também no ano de 2020, Lorena foi convidada por Pabllo Vittar, para participar do remix da música "Flash Pose", do seu álbum de remixes "111 Deluxe", sendo uma das faixas mais ouvidas do álbum.

## Discografia
- The Singles (2010)[2][3]
- Lorena Simpson (2013)[4]

## Filmografia

### Televisão
| Ano  | Programa | Personagem         | Nota                        |
| ---- | -------- | ------------------ | --------------------------- |
| 2011 | Eliana   | Ela mesma / Jurada | Quadro: "Duelo Bate-Cabelo" |

### Internet
| Ano  | Programa | Personagem | Nota             |
| ---- | -------- | ---------- | ---------------- |
| 2013 | Lorena   | Ela mesma  | Web-documentário |

### Vídeos musicais
| Ano  | Título       | Artista   | Ref.        |
| ---- | ------------ | --------- | ----------- |
| 2006 | "Shake Boom" | Kelly Key | [ 7 ] [ 8 ] |
| 2010 | "Money"      | Angel B.  | [ 9 ]       |

## Turnês
- Spirt Of London Tour (2008–10)
- Dreams Tour (2011–12)
- Neo Time Tour[10] (2012)
- To The Ground Tour[11] (2013–15)
- Haus Of Pop Tour (2015– 18)
- Hey Hey Tour
- @ tour_ - Qual é o seu @? (2019 - presente)
- LS Lovers Tour

## Prêmios e indicações
| Ano  | Prêmio                     | Categoria                           | Indicação                          | Resultado | Ref.          |
| ---- | -------------------------- | ----------------------------------- | ---------------------------------- | --------- | ------------- |
| 2009 | Top Music Brasil           | Melhor Música Dance Nacional        | "Breathe Again"                    | Venceu    | [ 12 ]        |
| 2009 | Top Music Brasil           | Destaque Nacional                   | Lorena Simpson                     | Venceu    | [ 12 ]        |
| 2010 | DJ Sound Awards            | Single Produção Nacional            | "Breathe Again"                    | Indicado  | [ 13 ]        |
| 2010 | DJ Sound Awards            | Artista Dance Nacional              | Lorena Simpson (com Filipe Guerra) | Indicado  | [ 13 ]        |
| 2010 | Ômega Hitz Awards          | Performance Nacional                | "Breathe Again"                    | Venceu    | [ 14 ] [ 15 ] |
| 2010 | Ômega Hitz Awards          | Show Dance Nacional                 | Spirit of London Tour              | Venceu    | [ 14 ] [ 15 ] |
| 2010 | Ômega Hitz Awards          | Performance Feminina                | Lorena Simpson                     | Indicado  | [ 14 ] [ 15 ] |
| 2011 | Ômega Hitz Awards          | Performance Nacional                | Lorena Simpson                     | Indicado  | [ 16 ]        |
| 2011 | DJ Sound Awards            | Artista Dance Nacional              | Lorena Simpson                     | Indicado  | [ 17 ]        |
| 2011 | DJ Sound Awards            | Show Dance Nacional                 | Spirit of London Tour              | Venceu    | [ 17 ]        |
| 2011 | PapoMix Diversidade Awards | Melhor Cantora                      | Lorena Simpson                     | Venceu    | [ 18 ]        |
| 2012 | Prêmio Jovem Brasileiro    | Melhor Cantora de Música Eletrônica | Lorena Simpson                     | Venceu    | [ 19 ]        |
| 2012 | Ômega Hitz Awards          | Performance Nacional                | Lorena Simpson                     | Indicado  | [ 20 ]        |
| 2012 | Ômega Hitz Awards          | Tour do Ano                         | Neo Time Tour                      | Indicado  | [ 20 ]        |
| 2012 | DJ Sound Awards            | Single Dance Nacional Feminino      | "Jump Up"                          | Venceu    | [ 21 ]        |
| 2012 | DJ Sound Awards            | Artista Dance Nacional              | Lorena Simpson                     | Indicado  | [ 21 ]        |
| 2013 | DJ Sound Awards            | Artista Dance Nacional              | Lorena Simpson                     | Venceu    |               |
| 2015 | Prêmio DNA da Balada       | Melhor Cantora EDM Nacional         | Lorena Simpson                     | Venceu    |               |
| 2016 | Prêmio DNA da Balada       | Melhor Cantora Nacional Pista       | Lorena Simpson                     | Venceu    |               |